# Robert Manners-Sutton
Robert Manners, plus tard Manners-Sutton (21 février 1722 - 19 novembre 1762) est un officier et homme politique britannique.

## Biographie
Il est le deuxième fils de John Manners (3e duc de Rutland) de son épouse Bridget Sutton et frère cadet du célèbre soldat John Manners (marquis de Granby), sous lequel il est Lieutenant-colonel à la tête du 21e Light Dragoons.
Il est capitaine du Light Horse du duc de Kingston en 1745 et lieutenant-colonel dans les dragons du duc de Cumberland en 1746-1748, avec qui il sert en Flandre pendant la guerre de Succession d'Autriche. Il est ensuite nommé colonel commandant du 21e Light Dragoons de 1760 à sa mort.
Devenant un courtisan, il sert comme gentilhomme de la chambre de Frédéric de Galles de 1749 à 1751. Il est nommé maître des Staghounds le 26 avril 1744 et maître des Harriers du 11 avril 1754 au 13 janvier 1756. Du 6 juillet 1747 à sa mort, il est l'un des députés du Nottinghamshire.
Il adopte le nom supplémentaire de Sutton en héritant des domaines de son grand-père maternel Robert Sutton (2e baron Lexinton) en 1734, notamment de Kelham Hall (en), près de Newark, dans le Nottinghamshire. Il mourut sans s'être marié et les biens passèrent à son frère suivant, George Manners-Sutton, qui adopte également le nom Manners-Sutton.